# Gallirallus
Gallirallus är ett fågelsläkte i familjen rallar inom ordningen tran- och rallfåglar med utbredning från Indien och Ryukyuöarna till Nya Zeeland och Tahiti.

## Arter i släktet
AviList inkluderar 18 arter i släktet, varav fem är utdöda i modern tid:
- Calayanrall (G. calayanensis)
- Halmaherarall (G. wallacii)
- Rödbukig rall (G. castaneoventris)
- Wekarall (G. australis)
- Nyakaledonienrall (G. lafresnayanus)
- Lordhowerall (G. sylvestris)
- Okinawarall (G. okinawae)
- Tahitirall (G. pacificus) – utdöd
- Rostbandad rall (G. philippensis)
- Matirakahurall (G. modestus) – utdöd
- Mehorikirall (G. dieffenbachii) – utdöd
- Newbritainrall (G. insignis)
- Salomonrall (G. woodfordi)
- Fijirall (G. poecilopterus) – utdöd
- Guamrall (G. owstoni)
- Wakerall (G. wakensis) – utdöd
- Zebrarall (G. torquatus)
- Rovianarall (G. rovianae)

### Utdöda arter underholocen
Ytterligare 14 arter beskrivna från subfossila lämningar funna på öar i Stilla havet har dött ut av mänsklig påverkan under holocen:
- Rotarall (G. temptatus)
- Aguijanrall (G. pisonii)
- Tinianrall (G. pendiculentus)
- Newirelandrall (G. ernstmayri)
- Tahuatarall (G. roletti)
- Uahukarall (G. gracilitibia)
- Nukuhivarall (G. epulare)
- Rostbandad rall (G. storrsolsoni)
- Huahinerall (G. huiatua)
- Mangaiarall (G. ripleyi)
- Euarall (G. vekamatolu)
- Vavaurall (G. vavauensis)
- Raparall (G. astolfoi)